# Поход Касым-хана на Туркестан и Ташкент (1513)
Поход на Туркестан и Ташкент (1513) — (поход на Ташкент (1513), Нападение на Ташкент) поход Касым-хана с целью укрепления своего влияния в Туркестане.

## Предыстория
Походы Шейбани хана на Казахское ханство в 1509-1510 годах были попытками ослабить казахов и укрепить позиции Шейбанидов. В январе 1509 года, заручившись поддержкой мусульманского духовенства, Шейбани хан начал «священную войну» против казахов, обвинив их в язычестве и торговле мусульманскими рабами.
Его армия, насчитывавшая до 300 тысяч человек, вторглась в казахские земли, разоряя улусы и захватывая пленных. Однако суровая зима и сопротивление казахов, особенно под руководством Касым-хана, не позволили достичь решающего успеха, особенно катастрофой стало то, что Мойунсиз-Хасан разбил узбекскую армию. В том же году он погиб в битве с Сефевидами под Мервом.
Во время ожесточённой борьбы между Захир ад-Дином Бабуром и Шибанидами Касым-хан активно укреплял свои политические позиции. Благодаря его политике в состав Казахского ханства вскоре вошёл самый южный город Туркестана — Сайрам. Об этом рассказывает Мирза Мухаммед Хайдар в своём труде «Тарих-и Рашиди». Когда Захир ад-Дин Бабур правил в Мавераннахре, он назначил правителем Сайрама некоего Катта-бека. После поражения Бабура его наместники начали спешно покидать свои земли, но Катта-бек, напротив, укрепил город и остался зимовать в Сайраме. Тем не менее, он понимал, что в новых условиях долго удерживать город ему не удастся. Поэтому он решил передать Сайрам под власть казахов.
В начале весны 1513 года Катта-бек отправил к Касым-хану делегацию из знатнейших жителей Сайрама. На тот момент ставка Касым-хана находилась у реки Каратал. Послы заявили, что готовы сдать город от имени своего правителя. Касым-хан благосклонно принял их предложение и незамедлительно направился в сторону Туркестана. Он послал одного из своих приближённых в Сайрам, которому Катта-бек передал власть. Сам Катта-бек отправился вслед за ним и поступил на службу к Касым-хану. Бывший наместник Бабура не собирался прекращать борьбу с Шибанидами. Он убедил Касым-хана организовать поход на Ташкент, где в это время правил Суйунчи-Ходжа-хан — дядя Мухаммед Шейбани-хана.

## Поход

### Поход
Суюнчходжа-хан, узнав о приближении казахских войск, укрылся в крепости. Мирза Мухаммед Хайдар сообщает, что войско Касым-хана, подошёло к крепости Ташкента и простояло перед ней одну ночь. Затем хан отступил, предварительно разграбив окрестности города и забрав всё, что удалось найти. После этого, добравшись до окрестностей Сайрама, он занялся подсчётом добычи и захваченного скота.
Согласно рассказу Мухаммада Хайдара Дуглата, хан моголов Султан Саид, узнав о походе Касым-хана на Ташкент, поспешил к городу, чтобы присоединиться к нему. Однако, дойдя до горного перевала Кендерлик, расположенного между Ферганой и Ташкентом, он узнал, что Касым уже отступил. Не решившись выступать в одиночку, Саид-хан повернул обратно.
В конце лета 1513 года он отправился к Касым-хану на реку Чу, чтобы убедить его организовать новый поход против Шибанидов. Однако Касым вежливо отказался.

### Версия Абдаллах Балхи
Отличное от этого описание даёт Абдаллах Балхи в «Зубдат ал-асар». По его данным, Касым-хан с армией, в которую входили казахи и мангыты, совершил поход на Туркестан и Ташкент. Войско захватило несколько беззащитных людей, но у подступов к Ташкенту против него выступил Суйунчи-Ходжа-хан с войском. Произошло ожесточённое сражение, в котором победу одержали Шибаниды. Во время битвы Касым-хан получил ранение и упал с лошади. Узбеки не узнали его, благодаря чему хану удалось спастись. Разбитое войско Касым-хана отступило в степь.

### Различие версий
На то, что Мирза Мухаммед Хайдар, в отличие от Абдаллаха Балхи, не упоминает поражение Касым-хана, обратил внимание ещё В. В. Бартольд. Однако он не стал выяснять, чей рассказ более достоверен. Тем не менее, сведения Мирзы Мухаммед Хайдара, который был сторонним наблюдателем и не стремился восхвалять ни узбеков, ни казахов, вызывают больше доверия, чем рассказ Абдаллаха Балхи — историка, служившего при потомке Суйунчи-Ходжа-хана.

## Последствия

### Переговоры сСултан Саид-ханом
Несмотря на изгнание Тимуридов и восстановление власти Шибанидов в Мавераннахре, политическая ситуация у узбеков оставалась сложной. С севера на них постоянно давил Касым-хан, который, присоединив к своему ханству значительную часть Туркестана, стремился установить контроль и над Ташкентом. Кроме того, Шибанидам доставлял серьёзные хлопоты и могольский хан Султан Саид своими частыми набегами.
Однако главная угроза исходила от Сефевидского государства. Под предлогом защиты веры оно захватило Хорасан и теперь представляло реальную опасность для всего Мавераннахра. Весной 1514 года, после снижения уровня воды в Амударье, ожидалось наступление шаха Исмаила, решившего отомстить за поражение своего военачальника Мир Наджми Сани.
Война сразу на трёх фронтах не сулила Шибанидам ничего хорошего. В этих условиях узбекские султаны, по-видимому, были вынуждены пойти на мир с Казахским ханством и признать за ним контроль над Туркестаном.
По сведениям В. Л. Вяткина, после победы над Бабуром и Сефевидами фактический правитель узбеков Убайдаллах-хан отправил послов к Касым-хану, чтобы посватать одну из его дочерей. Касым-хан согласился, и его дочь была отправлена к Шибанидам в Бухару. Судя по всему, это был династический брак, который, как отмечает М. Х. Абусеитова, часто сопровождал заключение военно-политических союзов. Имя дочери Касым-хана Вяткин не называет.
В «Шараф-наме-йи-шахи» Хафиз-и Таныша говорится, что мать Абд ал-Азиз-хана, сына Убайдаллах-хана, была казашкой. Имя её в этом источнике также не указано.
Восточный Дешт-и-Кипчак и Туркестан — то есть вся территория Казахского ханства во времена Касым-хана — находились под его властью.

## Примечание
1. ↑  Атыгаев, 2023, с. 88.
2. 1 2  Кляшторный, Султанов, 1992, с. 274.
3. ↑  Байпаков, Козыбаев, Кумеков, Пищулина, 1997, с. 365.
4. ↑  Пищулина, 2016, с. 96.
5. ↑  Атыгаев, 2007, с. 391.
6. ↑  А. Исин. Казахское ханство и Ногайская Орда во второй половине XV - XVI в. / Жмайлова. В. И.. — Семипалатинск: Издательство «Тенгри», 2002. — С. 58. — 139 с. — ISBN 9965-492-29-8.
7. ↑  Атыгаев, 2023, с. 89.
8. ↑  Атыгаев, 2023, с. 29-34.
9. ↑  Атыгаев, 2023, с. 37-38.
10. 1 2 3  Атыгаев, 2023, с. 38.
11. ↑  Кляшторный, Султанов, 1992, с. 273-274.
12. ↑  Атыгаев, 2023, с. 67.
13. ↑  Атыгаев, 2023, с. 39.
14. ↑  Пищулина, 2016, с. 302.